# イオンモール柏
イオンモール柏（イオンモールかしわ）は、千葉県柏市豊町に所在する、イオンモール株式会社が管理・運営を行っているショッピングセンター。
2011年11月21日に「イオン柏ショッピングセンター」から現名称に変更された。

## 店舗概要
かつて、日立物流の巨大倉庫があった跡地に、2006年5月にオープン。イオン柏店（開店時はジャスコ柏店）を核店舗に、100店舗のテナントが出店している。駐車場収容台数は2,000台、自転車置き場収容台数は1,200台となっている。店舗は国道6号と東日本旅客鉄道（JR東日本）常磐線に挟まれた場所に立地する。
出店テナント全店の一覧・詳細情報は公式サイト「ショップ&レストラン」を参照。

## 交通アクセス

### 鉄道・バス
バスの運行時刻・運賃・乗り場などの詳細情報は公式サイト「バスのご案内」を参照。
柏駅と南柏駅のほぼ中間地点に立地することから、両駅から送迎バスが運行されている。開業当初から2009年10月31日までは運賃は無料であった。同年11月1日から2013年3月までは有料（両駅いずれも片道100円）であった。
2013年4月より再度無料になり、従来の柏駅・南柏駅以外の路線も新設された。しかし、利用状況を鑑み、2013年11月に再編成されている。
2021年4月15日より再度路線再編が行われ、更に6月からはバス利用に条件がつくことになり、誰しもが無料で乗車できなくなった。
- 【イオンモール柏行きの場合】イオンカード、WAONカード、WAONポイントカード、イオンオーナーズカード（イオンの株主優待カード）のいずれかを持っていること。
- 【イオンモール柏発の場合】当日、イオンモール柏内で買い物したレシートを持っていること。

現在運行中の路線は以下のとおり。いずれの停留所も、イオンモール柏行きは乗車のみ、イオンモール柏発は降車のみ扱いとなる。
- 柏駅西口（企業バス乗り場） - イオンモール柏（30分に1本）
- 南柏駅西口（同グループのウエルシア薬局南柏駅西口店向かいにバス停あり） - イオンモール柏（30分に1本）
かつては駅前商店街に専用の待合室があったが、現在はバス停のみとなっている（建物は、商店街自体が再開発工事により現存せず）
- 豊四季団地 - イオンモール柏（1日数本）
- 旧光ヶ丘団地 - イオンモール柏（1日数本）
- 新柏駅・増尾駅 - イオンモール柏（1日数本、2013年11月新設）
- 高田・篠籠田 - イオンモール柏（1日数本）
下記の常盤台・緑ヶ丘線と新柏・増尾線を統合したもの。

2013年4月 - 10月は、以下の路線も存在した。
- 常盤台・緑ヶ丘・千代田町・東上町 - イオンモール柏（1日数本）
- 新柏駅・増尾駅・永楽台 - イオンモール柏（1日数本）

2013年11月 - 2021年4月までは、以下の路線も存在した。
- 大津ケ丘地区 - イオンモール柏（1日数本）

### 自動車
- 国道6号
  - 常磐線の東側（旧水戸街道側）からは線路をまたいで直結する歩道橋（自転車通行可、2階駐輪場・出入り口にも直結している）があるが、自動車の場合は大きく迂回する必要がある。

## 付記
- 青森県つがる市（旧・西津軽郡柏村）にも「イオン柏ショッピングセンター」が存在した。青森県のSCはイオンモールによる開発および運営であり、イオングループ内で同名のショッピングセンター2か所が存在することになっていた。このため、区別をつけるために、ウェブサイトなどで「イオン柏（千葉）ショッピングセンター」と表記していたこともあった（開店は青森県のSCが先）。核店舗・ジャスコは青森県の店舗が「ジャスコ柏店」だったのを「ジャスコつがる柏店」に変更して重複しないようにした。2007年9月22日に青森県のSCの名称は「イオンモールつがる柏」に変更された。その後、当SCも前述の通り「イオンモール柏」と名称変更し更に管理・運営移管されたことにより現在は両施設ともイオンモール株式会社によって管理・運営されている。
- 1980年まで、ジャスコ柏店は「扇屋ジャスコ柏店」として、柏駅東口の二番街商店街内に出店していた（現在はカルチェ5として新星堂が営業）。そのため、約20年の空白を経てジャスコ柏店が位置は異なるものの復活したことになったが、2011年3月にジャスコ→イオンにブランド統一されたためジャスコの名称は消滅した。